# PWP2
PWP2‏ (PWP2, small subunit processome component) هوَ بروتين يُشَفر بواسطة جين PWP2 في الإنسان.